# بریتنی بوک
بریتنی بوک (انگلیسی: Brittany Bock؛ زادهٔ ۱۱ آوریل ۱۹۸۷) بازیکن فوتبال اهل ایالات متحده آمریکا است.
از باشگاه‌هایی که در آن بازی کرده‌است می‌توان به اسکای بلو اف‌سی، وسترن نیویورک فلش، مجیک‌جک، شیکاگو رد استارز، هیوستون دش، لس‌آنجلس سل، و واشینگتن فریدام اشاره کرد.
وی همچنین در تیم‌های ملی فوتبال United States women's national under-20 soccer team و زیر ۲۳ سال زنان ایالات متحده آمریکا بازی کرده‌است.